# Lycenchelys ryukyuensis
Lycenchelys ryukyuensis är en fiskart som beskrevs av Wataru Shinohara och Anderson 2007. Lycenchelys ryukyuensis ingår i släktet Lycenchelys och familjen tånglakefiskar. Inga underarter finns listade i Catalogue of Life.